# Бобовник анагировидный
Бобо́вник анагирови́дный, или Бобо́вник анагироли́стный, или Золото́й дождь (лат. Labūrnum anagyroīdes) — древесное растение, вид цветковых растений рода Бобовник, или Лабурнум (Laburnum) семейства Бобовые (Fabaceae). Своё видовое название растение получило из-за сходства своих тройчатых листьев с листьями анагириса. Популярное садовое декоративное растение, родом из гор Центральной Европы. Размножается семенами. Все части растения ядовиты.

## Ботаническое описание

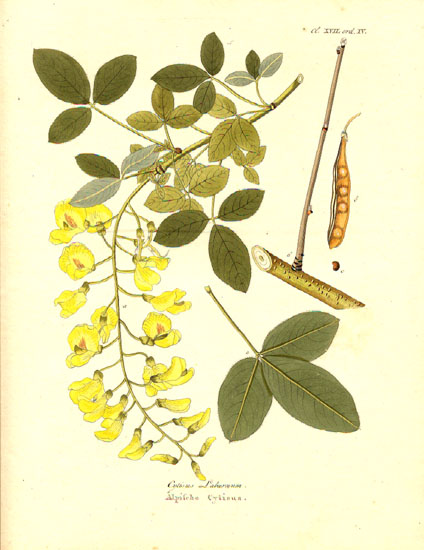

Кустарник или небольшое маловетвистое листопадное дерево высотой 4—9 м и кроной шириной 3—4 м. Кора ствола серовато-зелёная или светло-бурая, бороздчато-морщинистая, молодые ветви тёмно-зелёные, опушённые, поникающие. Листорасположение очерёдное. Листья черешковые, цельнокрайние, с клиновидным основанием, сверху голые, снизу в начале вегетации бархатистые, серебристо опушённые, летом — сизо-зелёные, сложные, тройчатые, 3—7 см длиной, один листочек 3—8 см длиной и 2,5 см шириной, эллиптически-ланцетные или обратнояйцевидные.
Цветки двуполые, мотылькового типа, двусторонне-симметричные, жёлтые, с 5 лепестками и двугубой чашечкой 5 мм длиной, на серебристо-опушённых цветоножках, собраны в поникающие кисти 15—25 см длиной. Цветение с мая по июнь в местах естественного произрастания.
Плод — боб, уплощённый, зелёный, опушённый, с заострённой верхушкой 4—7,5 см длиной и 7,5 мм шириной, содержит 2—7 тёмно-коричневых семян. Созревание плодов с сентября по октябрь.
Продолжительность жизни — около 20 лет.
От другого вида рода Бобовник (Лабурнум), бобовника альпийского (Laburnum alpinum), отличается более короткими соцветиями и более плотной упаковкой цветков в них.
|                                           |  |  |
| Соцветия, листья и цветки, плоды и семена |  |  |

## Распространение и экология
В природе бобовник анагировидный произрастает в горах Центральной, Юго-Восточной и Пиренейского полуострова (на территории Австрии, Чехии, Германии, Венгрии, Швейцарии, бывшей Югославии, Италии, Румынии, Франции). Лучше всего растёт в условиях умеренного климата, но может расти и в субтропиках. Натурализован в Новой Зеландии, выращивается также и в Австралии. Кальцефил, т. е. предпочитает известковые почвы.
Бобовник анагировидный образует микоризу и, подобно другим бобовым, вступает в симбиоз с азотфиксирующими бактериями. Опыление насекомыми (энтомофилия).

## Ядовитость
Все части растения содержат ядовитый алкалоид цитизин, производное алкалоида хинолизидина. Содержание цитизина в вегетативных органах колеблется сезонно: оно высоко в начале сезона и затем спадает, однако содержание этого алкалоида в репродуктивных органах растения постоянно высоко.
Бобовник анагировидный ядовит для человека. Основные симптомы обусловлены расстройством центральной и симпатической нервных систем. Наблюдаются тошнота, слюнотечение, боль в животе, усиленное потоотделение, конвульсии, нарушения работы сердца и дыхательных мышц.

## Хозяйственное значение и применение
Древесина бобовника используется для изготовления инструментов и предметов мебели. Возможно использование этого растения в качестве подвоя для других бобовых. Бобовник анагировидный культивируют как декоративное растение (в культуре с 1560 года). Выращивается также его гибрид с бобовником альпийским (Laburnum alpinum) — Laburnum × watereri.
Известны также сорта:
- 'Aureum'
- 'Bullatum'
- 'Carlieri'
- 'Chrysophyllum'
- 'Incisum'
- 'Pendulum'
- 'Quercifolium'
- 'Serotinum'
- 'Sessilifolium'
- 'Variegatum'

## В культуре
Бобовник анагировидный упоминается в стихотворении английского поэта Фрэнсиса Томпсона:
Mark yonder, how the long laburnum drips
Its jocund spilth of fire, its honey of wild flame!
Francis Thompson, Sister Songs (1895)
Бобовник вдохновил Дж. Р. Р. Толкина на создание Лаурелин — одно из двух мифических древ в Сильмариллионе, а его описание в точности соответствует описанию в стихотворении Томпсона.

## Синонимика
- Cytisus laburnum L.
- Laburnum vulgare J.Presl[16]

## Комментарии
1. ↑  Слово «бобовник» используется как одно из названий и для рода Laburnum, к которому относится данный вид, и для вида Миндаль степной (Prunus tenella).